# Бернатр
Бернатр (фр. Bernâtre) насеље је и општина у североисточној Француској у региону Пикардија, у департману Сома која припада префектури Амјен.
По подацима из 2011. године у општини је живело 33 становника, а густина насељености је износила 7,19 становника/km². Општина се простире на површини од 4,59 km². Налази се на средњој надморској висини од 85 метара (максималној 137 m, а минималној 60 m).

## Демографија
| 1962. | 1968. | 1975. | 1982. | 1990. | 1999. | 2011. |
| ----- | ----- | ----- | ----- | ----- | ----- | ----- |
| 68    | 73    | 58    | 45    | 46    | 47    | 33    |

График промене броја становника у току последњих година